# التأثير السمعي للموجات الميكروية
التأثير السمعي للموجات الميكروية، يُطلق عليه أيضًا اسم تأثير فراي، هو الإدراك الحسي البشري للنقرات، أو الطنين، أو الهسهسة أو الطقطقة المسموعة الناجمة عن ترددات الراديو النبضية أو المعدلة. تتولد هذه الأصوات المدركة مباشرة داخل رأس الإنسان دون حاجة إلى أي جهاز إلكتروني مستقبل. وردت تقارير هذا التأثير للمرة الأولى من الأفراد العاملين بالقرب من أجهزة الإرسال والاستقبال الرادارية خلال الحرب العالمية الثانية. في عام 1961، درس عالم الأعصاب الأمريكي ألان إتش. فراي هذه الظاهرة ونشر للمرة الأولى معلومات حول طبيعة التأثير السمعي للموجات الميكروية. من المعتقد أن السبب متمثل في التمدد الناجم عن المرونة الحرارية لبعض أجزاء الجهاز السمعي، على الرغم من تباين النظريات المتنافسة في تفسيرها نتائج اختبارات قياس التداخل الهولوغرافي.

## الحروب الإلكترونية
بين عامي 2003 و2004، أبرمت شركة ويفباند عقدًا مع بحرية الولايات المتحدة من أجل تصميم نظام «إم إيه إي» باسم ميدوسا (مانع الحشد الزائد باستخدام الصوت الصامت) الهادف إلى إعاقة الأفراد مؤقتًا عبر التطبيق عن بعد. وفقًا للتقارير الواردة، استحوذت شركة سييرا نيفادا على هذا العقد من نظيرتها ويفباند. استبعد عدد من الخبراء فعالية هذا الجهاز المقترح، بمن فيهم أستاذ الهندسة الحيوية في جامعة بنسلفانيا كينيث فوستر، الذي نشر بحثًا عن التأثير السمعي للموجات الميكروية في عام 1974. أفاد فوستر أنه وفقًا للفيزياء الحيوية البشرية، فإن هذا الجهاز «سيقتلك قبل تمكنه من إزعاجك بالضوضاء». وفقًا للأستاذ السابق في جامعة واشنطن بيل غاي، «يوجد سوء فهم من قبل العامة وحتى بعض العلماء حول التأثير السمعي»، و«من غير الممكن وجود خطر من الصوت، إذ ستؤذيك الحرارة أولًا»
اقتُرحت تأثيرات الموجات الميكروية كسبب للأمراض غير المبررة التي أصابت الدبلوماسيين الأمريكيين في كوبا والصين وبدأ ظهورها منذ بين عامي 2017 و2018. مع ذلك، لاقى هذا التفسير جدالات ونقاشات عديدة. أشار المهندس الحيوي كينيث ر. فوستر إلى الآثار الصحية المرصودة لدى هؤلاء الدبلوماسيين، «إنه أمر جنوني، لكنه بالتأكيد غير متعلق بالأمواج الميكروية». حتى أكتوبر 2021، بقي سبب الأمواج الميكروية أحد الفرضيات الرئيسية.

## نظريات المؤامرة
زعم العديد من الأفراد المصابين بهلوسات سمعية، أو اضطرابات وهامية أو أمراض عقلية أخرى، استخدام العملاء الحكوميين أشكالًا من تكنولوجيا السيطرة على العقل المعتمدة على إشارات الأمواج الميكروية بهدف نقل الأصوات والأفكار إلى رؤوسهم كشكل من أشكال المضايقة الإلكترونية، مشيرين إلى هذه التكنولوجيا المزعومة باسم «الصوت إلى الجمجمة» أو «في 2 كيه».
تنتشر شبكات دعم واسعة النطاق على الإنترنت والعديد من مواقع الويب التي يديرها أفراد قلقون من السيطرة على العقل. استطاع الطبيب النفسي في كاليفورنيا ألان دروكر تحديد أدلة على وجود الاضطرابات الوهامية في العديد من مواقع الويب هذه، وينقسم علماء النفس الآخرون حول وجود دور سلبي لهذه المواقع في تعزيز الاضطرابات العقلية، أم إيجابي باعتبارها شكل من أشكال مجموعات الدعم الاجتماعي.
حدد علماء النفس العديد من الأمثلة على الأشخاص ممن أبلغوا عن «تجارب السيطرة على العقل» (إم سي إي إس) على صفحات الويب المنشورة ذاتيًا التي «تمتلك قابلية كبيرة للتأثر بالمعتقدات الوهامية». شملت الموضوعات الشائعة كلًا من «الأشرار» الذين يستخدمون «الإلكترونيات النفسية» و«الموجات الميكروية»، والإشارة المتكررة إلى مشروع «إم كي ألترا» التابع لوكالة المخابرات المركزية بالإضافة إلى الاستشهاد المتكرر بالورقة البحثية التي نشرها فراي في عام 1962 تحت عنوان «استجابة الجهاز السمعي للإنسان على الطاقة الكهرومغناطيسية المعدلة».